# Cheviré-le-Rouge
Cheviré-le-Rouge korábbi község Franciaország Loire mente régiójában, Maine-et-Loire megyében. Lakosainak száma 919 fő (2018. január 1.). Cheviré-le-Rouge Beauvau, Durtal, Échemiré, Fougeré, Jarzé Villages, Montigné-lès-Rairies és Baugé-en-Anjou községekkel határos.
2016. január 1-jén nyolc másik korábbi községgel egyesült és Baugé-en-Anjou új község része lett.

## Népesség
A település népességének változása:
| Lakosok száma | 956  | 902  | 753  | 756  | 724  | 887  | 934  | 961  | 1000 | 919  |
|               | 1962 | 1968 | 1982 | 1990 | 1999 | 2008 | 2011 | 2013 | 2017 | 2018 |